# Capparis domingensis
Capparis domingensis là một loài thực vật có hoa trong họ Capparaceae. Loài này được Spreng. ex DC. mô tả khoa học đầu tiên năm 1824.